# Big Lake (Texas)
Big Lake is een plaats (city) in de Amerikaanse staat Texas, en valt bestuurlijk gezien onder Reagan County.

## Demografie
Bij de volkstelling in 2000 werd het aantal inwoners vastgesteld op 2885.
In 2006 is het aantal inwoners door het United States Census Bureau geschat op 2614, een daling van 271 (-9,4%).

## Geografie
Volgens het United States Census Bureau beslaat de plaats een oppervlakte van
3,2 km², geheel bestaande uit land. Big Lake ligt op ongeveer 820 m boven zeeniveau.

## Plaatsen in de nabije omgeving
De onderstaande figuur toont nabijgelegen plaatsen in een straal van 64 km rond Big Lake.